# Museu d'Història de la Ciutat (Callosa de Segura)
El Museu d'Història de la Ciutat a Callosa de Segura (Baix Segura, País Valencià) està situat en l'antic escorxador municipal construït el 1929 i està compost pels dos següents museus: Arqueològic municipal "Antonio Ballester i Ruiz" i Etnològic del Cànem i de l'Horta.

## Museu Arqueològic "Antonio Ballester i Ruiz"
Aquest museu rep el nom del callosí Antonio Ballester i Ruiz. Medalla d'Or al Mèrit en el Treball, Acadèmic de la R.A. de Belles arts, Membre del Consell Superior d'Investigacions Científiques, Cavaller de l'Orde Ducal de Sant Antoni, Fill Predilecte i Cronista Oficial de Callosa de Segura. Va ser fundador del museu, al qual va dona nombrosos objectes de la seua col·lecció privada. Entre els seus fons es troben restes d'orígens prehistòrics:
- Calcolític (3000 a. C.-2000 a. C.): aixovars funeraris, puntes de sílex.
- L'Argar (1800 a. C.-1200 a. C.) dins de l'Edat de Bronze: Tombes de Cista i en urna, alabardes de coure o bronze, motles de fosa, molins de mà, etc.
- Cultura Ibèrica (Segles V a l'I a. C.): monedes, ceràmiques, etc.
- Època Romana (Segles III a l'I de l'època actual): ceràmiques de la denominada Terra Sigilata, vidre, monedes, àmfores, etc.
- Època Musulmana (Segles VIII al XIII): ceràmiques, monedes, etc.

## Museu Etnològic del Cànem i Horta
En aquest museu es presenta el cicle complet de l'elaboració de la fibra del cànem, des que és llavor fins a convertir-la en producte elaborat per a fils, cordes, sabatilles, etc.
També s'exposen utensilis domèstics i ceràmiques populars propis de l'horta tradicional callosina, així com objectes relacionats amb els treballs diaris de l'horta, atifells de cultiu, etc.